# Museo Ferroviario Roberto Galian
El Museo Ferroviario Roberto Galian se encuentra en la ciudad de Río Gallegos, provincia de Santa Cruz, Argentina.

## Ubicación
Se ubica en las calles Mendoza y Pellegrini, muy cerca del centro de la ciudad.

## Historia

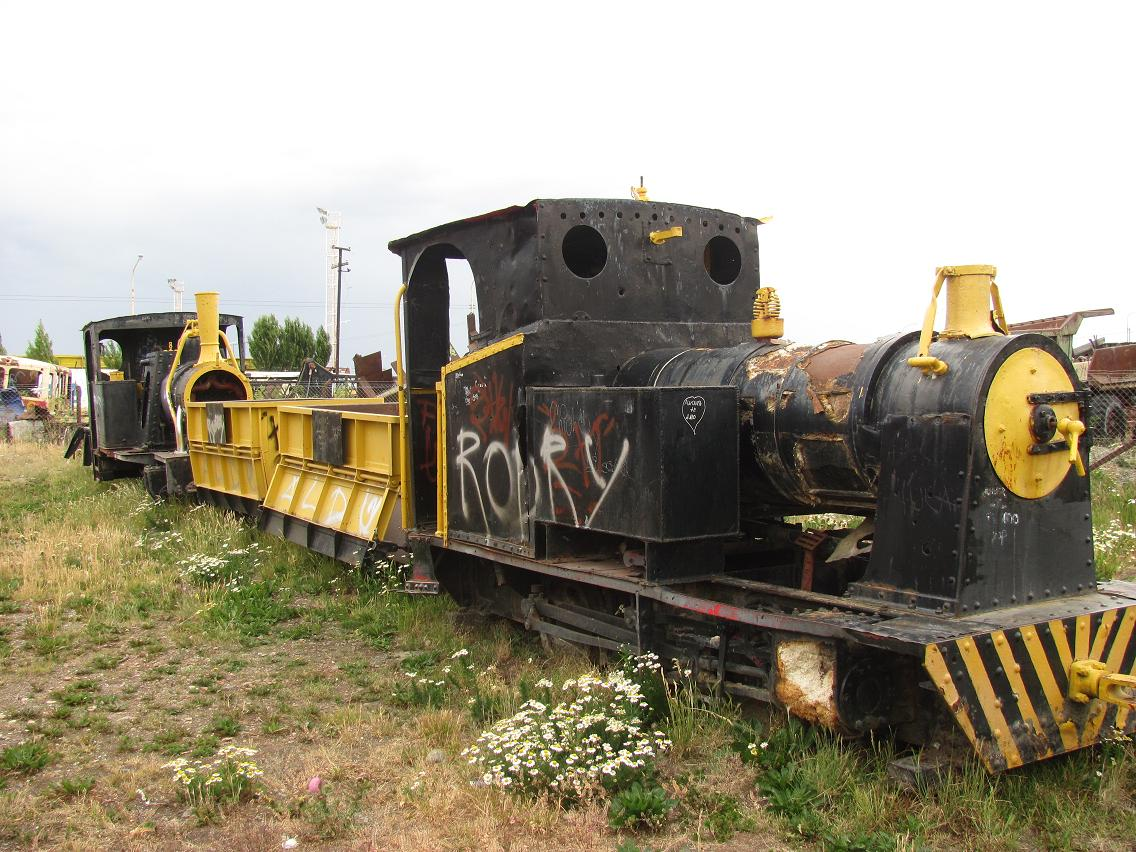
Locomotora en el Museo Ferroviario

El museo se encuentra en las viejas instalaciones del complejo ferroportuario que la empresa Yacimientos Carboníferos Fiscales tenía en la ciudad de Río Gallegos. En estos terrenos funcionaba la estación Río Gallegos del Ramal Ferro Industrial de Río Turbio.
El museo se inauguró en el año 2004 y depende de la Asociación Amigos del Tren Río Gallegos.
Cuenta con galería de cuadros fotos, material bibliográfico histórico, herramientas varias, planos del antiguo y del ramal hoy en funcionamiento a Punta Loyola, posee un predio donde se halla una antigua locomotora a vapor recuperada por extrabajadores de la empresa Yacimiento Carboníferos Fiscales, una de las únicas 20 en el mundo.